# Вирджиния Харрисон
Вирджиния Харрисон — была вымышленным персонажем телевизионной американской мыльной оперы — NBC — Сансет Бич, роль которой на протяжении всего времени исполняла — Доминик Дженнингс. Вирджиния — была брошена в историю сериала — не с его начала и не до его конца. Изначально, продюсеры сериала, после ухода из него другого афроамериканского антагониста — Джо-Джо (Масхонда Ли) — по завершении истории с ним  в феврале 1997 года, рассчитывали на её появление не больше чем в 10 сериях сериала, тем не менее, они продлили контракт с Дженнингс сроком на два года на появление Вирджинии — в 1997-м — с середины марта и до начала этого месяца в 1999-м на NBC вплоть до показанной 542-й серии. Вирджиния охарактеризовывалась как «плохая девочка» и занимала центральное место в спорной и шокирующей «медицинской» сюжетной линии, в которой она втайне усыпив её, насильственно и искусственно осеменила и оплодотворила — Ванессу Харт — другого женского персонажа этой мыльной оперы — с помощью краденной спермы доктора — Тайуса Роббинсона и наметки для поливания индейки.

## Кастинг, развитие и разработка персонажа
Дженнингс была брошена на роль Вирджинии — после того, как она тестировалась на другую роль в сериале. Первоначально с нею был заключен краткосрочный контракт: на появление сроком в десяти эпизодах сериала. Однако же, после её активной игры и проведения в своем первом дне на съемочной площадке, Дженнингс дали надежду на зелёный свет в трехлетнем контракте сериала, и она, в конце концов, согласилась. В феврале 1999 года было объявлено, что Сансет-Бич решил расторгнуть контракт Дженнингс с сериалом, после того, как продюсеры решили — «убрать» Вирджинию из сериала. Однако, продюсеры решили также — не убивать её, оставив в живых и не исключая, при этом, её будущего возвращения.
Дженнингс изобразила Вирджинию в качестве: «главной суки пляжа», Дженнингс сказала, что Вирджинию, которая до «глубины и края», из которых она была родом — она любила играть. Она описала её: как мать-одиночку из Южного Централа — района Лос-Анджелеса, которая любыми путями — «пытается сделать лучшую жизнь для своего сына-подростка Джимми и себя», но при этом — в результате
«- делает жизнь Ванессы и Майкла ну просто невыносимой». Она полагала, что интерес и привлекательность Вирджинии — объясняются тем, что начинала она, как совершенно другой персонаж. Дженнингс — также сказала, что в девяностые годы не было такой же и другой чернокожей женщины, изображающей такую злодейку с такими отвратительными поступками — на дневном телевидении. Кроме того, ей было так забавно играть в Вирджинию, что она напоминала себе порой, что она должна «вырываться» из её злодейского образа и характера.
Вирджиния — пришла к своей последней сюжетной линии, в которой она одурманивает при помощи снотворного и искусственно оплодотворяет соперницу по своему любовному интересу — Ванессу Харт (Шерри Сом) с помощью краденной спермы Тайуса Робинсона (Рассела Кэрри), используя при всем этом и наметку для поливания индейки. При этом Вирджиния — всеми силами, в том числе и такими путями, втайне надеется завоевать сердце своего собрата — из своего старого квартала — сердце другого мужского персонажа — Майкла Борна (Джейсона Уинстон Джордж). Сюжетная линия вышла на самом деле — отвратительной для некоторой прослойки телезрителей и была признана среди них — весьма непопулярной, и в конечном итоге, сценаристы придумали «ударный и последний ход», в котором Вирджиния призналась в содеянном и, испугавшись огласки со стороны Ванессы по поводу совершенного ею преступления, толкнула её — ночью под пирсом, затеяв с ней драку и «убила» в результате этими деяниями её недоношенного ребёнка. В сюжетной линии другой части: Вирджиния одевается как её — альтер эго — «медсестра Селита Джонс», украв больничный халат, старое удостоверение медицинской сестры и парик у своей старой больной подруги — Селиты — в процессе исследования прошлого Ванессы, и в попытках обмануть Ванессу и запустить её пребывание, в конечном итоге, в больнице. Сценаристы требовали от Дженнингс — надеть толстый костюм с невидимой подкладкой, и парик «чокнутой». Дженнингс сказала журналисту: «он очень старый и чешется, и трудно сказать, как я вообще нацепила его вместе с униформой медсестры, потому что этот костюм такой квадратный. Он не столько тяжёлый, сколько старый, горячий и трётся. А парик — постоянно чешется!»

## Основные сюжетные линии
С первых дней Вирджиния — была показана, как человек, который борется за то, что хочет, и она знала, как именно это внутренне получить; она — вдова, воспитывающая своего сына-подростка — Джимми и она давно полагалась на помощь Майкла - как человека, который случайно застрелил её мужа во время гангстерской войнушки в его относительно недавнем бандитском прошлом; когда она узнает о том, что ее возлюбленный Майкл — развивает отношения с молодой и привлекательной журналисткой с агрессивными манерами по имени — Ванесса, она решает бороться за то, что, как она решила, всегда принадлежало ей… И она проникает в жизнь Майкла, чтобы избавиться от неё раз и навсегда, утверждая, что её старый криминальный район — якобы до сих пор небезопасен для проживания, из-за постоянных ограблений её квартиры…
Вирджиния манипулирует Майклом, убеждая его отвести ей место для проживания в Серфинг Центре — в деревянном многокомнатном доме на берегу моря, где Майкл уже жил вместе с Кейси, Ванессой и несколькими другими своими друзьями, Вирджиния не скрывает своих чувств к Майклу перед Ванессой, и она ясно даёт понять, что хочет, чтобы Ванесса ушла, когда Майкл объясняет, что видит Вирджинию — только как друга, Вирджиния не отказывается от борьбы, и ещё больше стремится разлучить Майкла и Ванессу. Однажды ночью она втайне едет — следом за Майклом и Ванессой — в домик в горах, где они решили романтически уединиться, чтобы, наконец, заняться любовью, и потихоньку подобравшись к нему, поджигает его, чтобы помешать им…
События Первой Части сериала — также вращались вокруг принятия Майкла и его непростого бандитского прошлого — ей, Ванессой и, особенно, Джимми, который некоторое время не мог простить его: доставляя Майклу и Ванессе, также как и его мать - определённые неприятности некоторое время, но в конце концов он сумел его простить, тем не менее, делая все, в конечном итоге, чтобы помешать заняться им в первый раз любовью, в конечном итоге, объединив усилия с ней. В то же время Вирджиния — умело, усиленно и хитро использовала своего сына и его неугомонный подростковый нрав, чтобы их разлучить, настраивая его против Ванессы.
После того, как Вирджиния успешно сумела замести следы своего предыдущего преступления, во второй части, она не остановится не перед чем, чтобы и дальше пытаться «разорвать пару» — любыми способами… Она отправляется на частную вечеринку на таинственный Остров с домом, принадлежащий Мег — по приглашению её и её друзей — её женихом Беном Эвансом, чтобы отпраздновать Новый Год, вместе: с Майклом, Ванессой и остальными их друзьями из Серфинг Центра, где её жизнь подвергается очень смертельному риску, как и других, когда серийный убийца находится на свободе, сея ужас и кошмар по ночному острову… Вирджиния получает шанс «свыше»: как же избавиться от Ванессы раз и навсегда? Но вместо того, чтобы убить её, решает внезапно сменить свою тактику и помочь ей, сумев внезапно убить рядом ползущую с нею змею…
По возвращении в Сансет-Бич, кажется, что Вирджиния наконец отказалась от борьбы за Майкла и от того, чтобы «убрать» Ванессу подальше из своей жизни, но на самом деле: Вирджиния лишь только разыгрывает из себя милую подругу Ванессы…
Вирджиния решает, что ей нужно пойти на крайние меры, чтобы избавиться от Ванессы раз и навсегда, когда она узнав, что мать Ванессы страдает редким генетическим заболеванием под названием синдром Мартина, увидев ее в больничной палате, решает использовать эту информацию в своих интересах. И она, наконец, идёт к специалисту по тёмной магии — «ведьме Вуду» — Миссис Моро (Джойс Гай), которая приготавливает ей зелье, которое заставляет Ванессу поверить в то, что она внезапно заболела, унаследовав злополучные симптомы болезни от своей матери. Ванесса покидает город, чтобы не навредить Майклу, и Вирджинии, наконец, кажется, что одерживает победу, но до тех пор — пока Майкл и она тоже не обнаруживают правду, что Ванесса на самом-то деле никуда и не уезжала: лишь спрятавшись на старой квартире у своего давнего друга из её старого квартала — у доктора — Тайуса Робинсона, который был втайне влюблен в неё…
Вирджиния случайно натыкается на Ванессу и её врача — Тайуса в крепких объятиях, когда они экспериментируют с лекарством, которое помогло бы раз и навсегда вылечить Ванессу и находятся в наркотическом бреду (как его побочный и непредвиденный эффект). Ванессе кажется что перед ней нашедший её Майкл, а Тайусу — что перед ним «Мисс Америка». Они целуют друг друга и обнимают и, кажется всем вокруг, что готовы заняться любовью, когда их находит Вирджиния, осуществив их потайные сонные страхи и желания в свою грязную и жуткую фантазию — в неприятную для них впоследствии — в реальность: раздев их, и сфотографировав их в полуголом виде, чтобы потом шантажировать Ванессу и Тайуса и показать эти фото — Майклу, и чтобы Тайус и Ванесса (после того как они уснули вместе из-за снотворного действия лекарства и проснутся) — решили, что они спали вместе. И этот момент даёт, наконец, ей повод к идее: как же избавиться от Ванессы раз и навсегда, однако, на город обрушивается и внезапно начинает его сотрясать очень мощное землетрясение…
Вирджиния думает, что её сын Джимми умер — в результате под обломками рассыпавшегося потолка, найдя его окровавленную кепку, и она убеждена, что Господь Бог наказал её за её преступления, однако она мигом забывает о своем унылом раскаивающимся тоне правды — перед оказавшейся рядом с ней в тот миг — Ванессой, когда она узнает, что Джимми оказывается — был-то жив. Вытащив его из под завалов и выбравшись сама из ловушки, Вирджиния вскоре обнаруживает после землетрясения, узнав от Тайуса, что Ванесса действительно была больна Синдромом Мартина, однако Вирджиния своими манипуляциями и своими зловредными деяниями с зельем на самом деле лишь ускорила проявление злополучных симптомов Ванессы на ее коже гораздо раньше и агрессивнее по характеру, чем начала бы проявляться болезнь. В конечном итоге все завершается тем, что Тайус находит и дорабатывает свою чудодейственную сыворотку против Синдрома Мартина и даёт ее Майклу, Ванессе и ее матери Лине. И симптомы Ванессы потихоньку сходят на нет, однако одно но, Майкл в результате этой истории(в результате того что он вколол себе смертельно опасный вирус болезни Ванессы во время землетрясения, для испытания Тайусом  экспериментальной чудодейственной сыворотки и ее побочных эффектов на нем прежде Ванессы) - приобретает пожизненное бесплодие. В Третьей Части сериала — она решает продолжить жестокую линию борьбы с Ванессой из-за Майкла: со своим самым злым когда-либо, и последним — заговором: втайне усыпив, и, оплодотворив Ванессу краденной спермой Тайуса, которую она крадет из местного банка спермы, она делает это, используя, помимо всего прочего, наметку для поливания индейки и прямо во время несостоявшейся свадьбы — Бена и Мег, а затем шантажирует доктора Грина — будущего врача-акушера Ванессы, чтобы тот документально поменял «дату предполагаемых родов» у Ванессы на правильный срок — от предполагаемо произошедшей «связи Тайуса и Ванессы», чтобы Тайус и Ванесса — решили, что они спали вместе и что этот ребёнок был зачат именно тогда после той ночи, когда они проснулись вместе в полуголом виде… Майкл и Ванесса, наконец, расстаются, когда Майкл выясняет, что Ванесса лгала ему — об истинных сроках беременности и о том, кто же отец ребёнка…
Вирджиния со злостью «отчитывает» Ванессу — за её ложь, но в конце-концов попадается и на своей, и вынуждена признаться ей и в собственном — содеянном… Её козни приходят окончательно к краху, когда Майкл начинает свое расследование о тайных делах Вирджинии и доктора Грина, исследуя «неправильно по дате пришедшие письма» от доктора и втайне слышит, как Вирджиния угрожала ему. Вирджиния признаётся в своих преступлениях Майклу и Ванессе, после чего её отвезут: и надолго — в психиатрическую лечебницу для душевнобольных преступников…

## Прием персонажа и отзывы критиков
За свою роль Вирджинии Дженнингс была номинирована на премию «Выдающаяся и значимая злодейка» на 15-м ежегодном вручении премии: «Soap Opera Digest Awards» — в феврале 1998. Кэтлин Морган из: «Daily Record» — в своем обзоре сказала, что сюжетная линия с наметкой для «поливания индейки» была такой возмутительной и воодушевляющей и «просто, просто — невероятной». В то время как Pittsburgh Post-Gazette — включила эту сюжетную линию в свой полнометражный список самых «невероятных и противоестественных» историй в индустрии мыльных опер опер за все время. Они добавили, что: «-Воткнуть этот „экстраординарный кухонный предмет“ в другую женщину» — было самым «грязным и возмутительным» сюжетом, когда-либо фигурировавший в дневном жанре Однако сюжетная линия оказалась весьма очень спорной в среде некоторых зрителей и критиков. Кэндис Хейвенс из газеты: «Чарльстон Газетт-Мейл» — в своем обзоре сказала: «Это, конечно, слишком и очень неудобная сюжетная линия для телезрителей. Будем надеяться, что это скоро закончится». Она также сказала, что в этой «грязной сюжетной линии» — Сансет-Бич показал, как «-неоперившаяся мыльная опера», тем не менее не всегда «придерживающая того, что бы работало надолго» со зрителями и держало их в необходимой узде. Позже Хейвенс высказала мнение, что Вирджинию охарактеризовывали как «плохую девочку». Салли Стоун из «Портсматч Дейли Таймс» — в своем обзоре — сказала, что Вирджиния произвела «- печальный, неприятный момент для репутации эры: „Кодака“», когда она делала все — те грязные манипуляции с фотографиями «обнимающихся и раздетых Ванессы и Тайуса». Майк Тернер из: «Еженедельника Мыльной оперы» — в своем обзоре же — сказал, что Вирджиния стала «пляжной сукой #1» — в Сансет-Бич. Журнал «Upscale» — дал описание Вирджинии в виде: «подлой, низкой и плохой девочки» — из «глубинных грязных кварталов» Южного Централа.